# La Habra Heights
La Habra Heights ist eine Stadt im Los Angeles County im US-Bundesstaat Kalifornien. Das U.S. Census Bureau hat bei der Volkszählung 2020 eine Einwohnerzahl von 5.682 ermittelt.

## Bevölkerung
Das Gebiet ist eines der am dünnsten besiedelten Gebiete im Los Angeles County. 63,9 % der Bewohner sind weiß, 19,3 % Asiaten. Die größten Abstammungsgruppen sind Deutsche vor Engländern.

## Lage
La Habra Heights liegt innerhalb der Los Angeles County im San Gabriel Valley. Es grenzt an Hacienda Heights im Norden, Rowland Heights im Osten, und an Whittier im Westen. Südlich schließt das zum Orange County gehörende La Habra an. Die Fläche beträgt 16,14 Quadratkilometer (6,23 Quadratmeilen). La Habra Heights liegt an einem kleinen Canyon durch die Puente Hills, der eine Verbindung zwischen dem San Gabriel Valley und dem Los-Angeles-Becken bzw. der Ebene von Orange County darstellt. Von dem spanischen Wort „Abra“ für einen flachen Gebirgspass leitet sich auch der Name der Stadt ab.

## Geschichte
Das Gebiet der heutigen Stadt war Teil einer Ranch namens La Habra Rancho, die 1839 in Privateigentum umgewandelt wurde. Sie wurde kurze Zeit später an Andrés Pico verkauft und gelangte schließlich in den Besitz des Rinderbarons Abel Stearns. Stearns ging über eine Dürre in den 1860ern pleite, die seinen Rinderbestand dezimierte. Das Gebiet des heutigen La Habra Heights wurde aufgeteilt und an baskische Schafzüchter verkauft.
1919 gehörte das Gebiet dem Grundstücksunternehmer Edwin G. Hart. Er sorgte für Wasserversorgung, errichtete einen Golfplatz und versuchte das Land als ein neues Beverly Hills zu vermarkten. Stattdessen wurde es zu einem Zentrum des Avocadoanbaus.
1949 erließ Los Angeles County Bauvorschriften, die eine Mindestgrundstücksgröße von einem Acre vorschrieben und Gewerbe- und Ladenschilder an Straßen untersagten. Dies trug zu dem noch heute bestehenden ländlichen Charakter der Stadt bei.
1978 wurde der Ort zur Stadt erhoben.